# Harrisburg Capitols
Gli Harrisburg Capitols sono stati una franchigia di pallacanestro della EPBL, con sede a Harrisburg, in Pennsylvania, attivi tra il 1951 e il 1953.
Nel 1951 sostituirono a campionato in corso gli Harrisburg Senators. Dopo una stagione di pausa, si ripresentarono nel 1952-53, terminando con un record di 7-12. Scomparvero al termine del campionato.

## Stagioni
| Stagione | Lega | Denominazione                           | V | P  | %    | Piazzamento | Play-off |
| -------- | ---- | --------------------------------------- | - | -- | ---- | ----------- | -------- |
| 1950-51  | EPBL | Harrisburg Senators/Harrisburg Capitols | 8 | 17 | 32,0 | 4º          | -        |
| 1951-52  |      | non disputata                           |   |    |      |             |          |
| 1952-53  | EPBL | Harrisburg Capitols                     | 7 | 12 | 36,9 | 5º          | -        |